# Rozmnožovací soustava
Rozmnožovací soustava (též pohlavní soustava či reprodukční systém) je soustava orgánů mnohých živočichů, která slouží k rozmnožování.
Jejím úkolem je zajištění vzniku pohlavních buněk (gamet) a přenosu jejich dědičné informace na potomky, tedy pohlavní rozmnožování.
Zpravidla rozlišujeme samčí (mužskou) a samičí (ženskou) rozmnožovací soustavu.

## Terminologie
Pohlavní orgány/pohlavní ústrojí (organa genitalia) jsou orgány/je soubor orgánů rozmnožovací soustavy. Lze je rozdělit na vnější a vnitřní.
Přídatná pohlavní ústrojí – patří k nim např. mléčná žláza savců.
Genitálie jsou vnější nebo vychlípitelné orgány či struktury zajišťujících kopulaci, ejakulaci (u samců) a inseminaci, popřípadě další sexuální funkce. Genitálie primární jsou s pohlavním otvorem (gonoporem) a zahrnují bezprostředně okolní struktury. Genitálie sekundární jsou bez gonoporu.
V širším slova smyslu se obecně jako termínem genitálie označují pohlavní ústrojí.
Pohlavní dimorfismus neboli rozdíly mezi pohlavími vytvářejí primární a sekundární pohlavní znaky.
Pohlavní znaky jsou znaky, které určují pohlaví. Rozdělují se na primární pohlavní znaky a sekundární pohlavní znaky. Primární pohlavní znaky se vytvářejí před narozením (před porodem) a patří k nim vnější a vnitřní pohlavní ústrojí. Sekundární pohlavní znaky jsou takové znaky, které vyvíjejí před pubertou (u člověka), ale které nejsou součástí rozmnožovací soustavy.

## Obecná stavba
Základním pohlavním orgánem je pohlavní žláza neboli gonáda, tedy orgán, jenž produkuje pohlavní buňky. U člověka jsou pohlavní žlázou vaječníky a varlata. Na stavbě rozmnožovací soustavy různých živočichů se však velmi často podílí i množství jiných žláz a ostatních orgánů.

## Rozmnožovací soustava člověka
Rozmnožovací (pohlavní) soustava člověka vzniká z mezodermu stejně jako močové ústrojí. Při vývoji plodu jsou základy pohlavních orgánů založeny totožně a teprve postupným vývojem se diferencují na samčí (mužské) a samičí (ženské). Každý pohlavní orgán určitého pohlaví má homologický protějšek u opačného pohlaví.
Tvoří ji:
- vnitřní pohlavní orgány: pohlavní žlázy neboli gonády (varlata a vaječníky), produkující zralé pohlavní buňky (gamety), vývodné cesty pohlavní.
- vnější pohlavní orgány (penis a vulva). Pojmem genitálie (z latiny) se v češtině v nejužším slova smyslu označují primární pohlavní znaky člověka, tedy ty části rozmnožovací soustavy, jež jsou viditelné na povrchu nahého lidského těla. U muže se jedná o penis a šourek, u ženy o vulvu. Ostatní pohlavní orgány se označují pojmem vnitřní pohlavní orgány.

Na rozdíl od většiny ostatních soustav orgánů jsou orgány rozmnožovacích soustav u opačných pohlaví odlišné. Tyto odlišnosti umožňují mezi dvěma jedinci kombinaci genetického materiálu.
Rozlišujeme pohlavní soustavu muže a pohlavní soustavu ženy.

### Pohlavní soustava muže

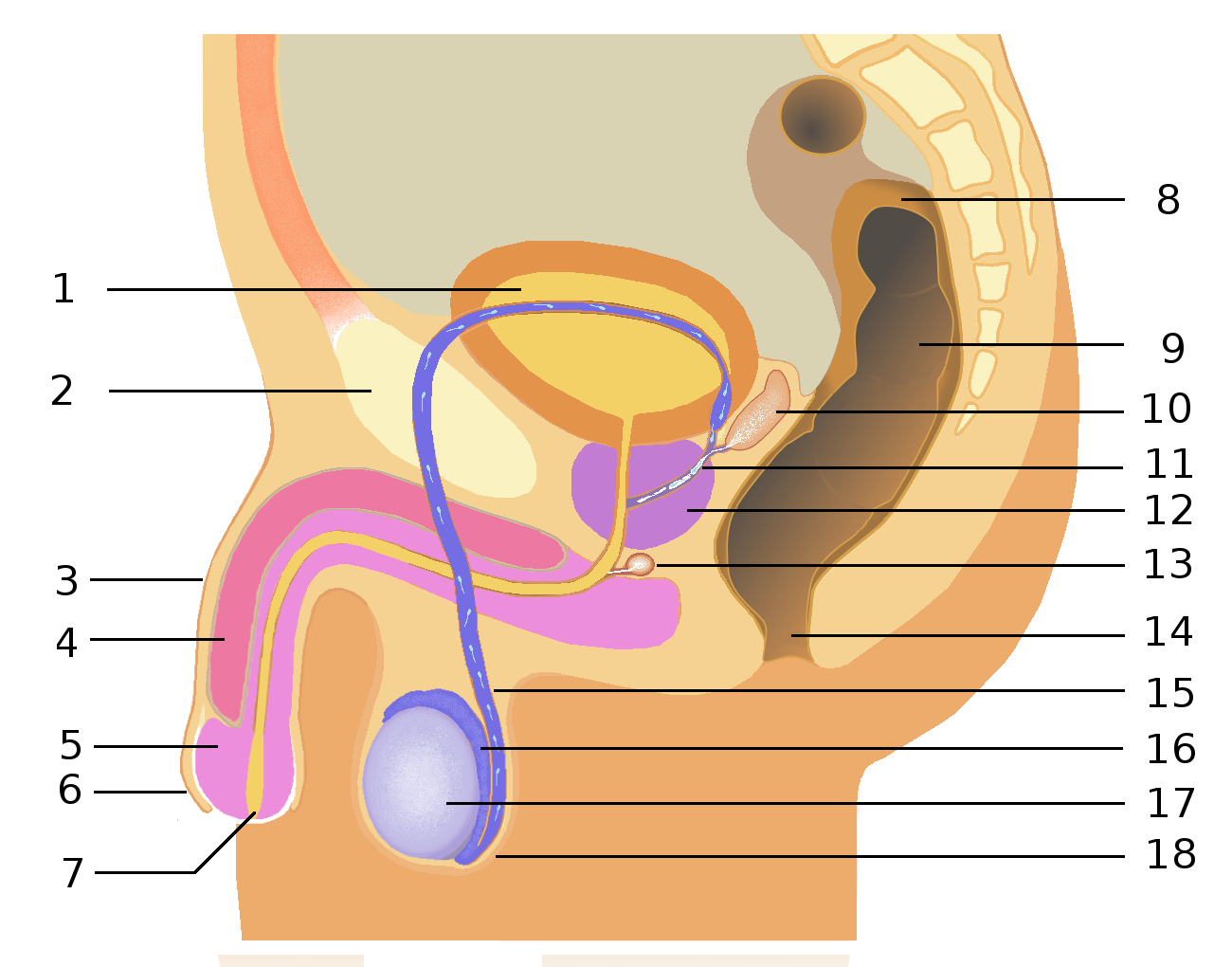
Mužské pohlavní orgány:
1. močový měchýř, 2. stydká kost, 3. penis, 4. topořivé těleso, 5. žalud, 6. předkožka, 7. ústí močové trubice, 8. tračník, 9. konečník, 10. semenný váček, 11. ejakulační vývod, 12. prostata, 13. Cowperova žláza, 14. anus, 15. chámovod, 16. nadvarle, 17. varle, 18. šourek

Mužskou pohlavní soustavou se zabývá medicínský obor zvaný andrologie.
Vnitřní mužské pohlavní ústrojí (organa genitalia masculina interna):
- pohlavní žláza: varle (testis) – je to párová pohlavní žláza, nadvarlata, Cowperova žláza
- vývodné cesty pohlavní: chámovod, předstojná žláza

Vnější mužské pohlavní ústrojí (organa genitalia masculina externa):
- Lidský penis, šourek

### Pohlavní soustava ženy

Pohlavní soustava ženy

Ženskou pohlavní soustavou se zabývá medicínský obor zvaný gynekologie.
Vnitřní ženské pohlavní ústrojí (organa genitalia feminina interna):
- pohlavní žláza: vaječník (ovarium) – je to párová pohlavní žláza, Skeneho žlázy, Bartholiniho žláza
- vývodné cesty pohlavní: vejcovod (tuba uterina), děloha (uterus), děložní hrdlo, pochva (vagina)

Vnější ženské pohlavní ústrojí (organa genitalia feminina externa):
- zevní pohlavní orgány: vulva, malé pysky (labia minora), velké pysky (labia majora), poštěváček (clitoris)

## Obratlovci
- savci, Ptakořitní
- ptáci
- plazi
- obojživelníci
- ryby

## Bezobratlí
Rozmnožovací soustavy u různých živočišných kmenů se značně liší. U některých skupin jsou značně zjednodušené – např. u mnohoštětinatců (Polychaeta) se obvykle pohlavní buňky vyvíjí z buněk vystýlajících vnitřní dutinu, coelom, a uvolňují se ven. Naopak u ploštěnců (Platylhelminthes), jako je například motolice či tasemnice, se vyvinuly velmi složité samčí i samičí rozmnožovací soustavy.
- měkkýši – ontogenetický vývoj měkkýšů